# Cantonul Limoges-Panazol
Cantonul Limoges-Panazol este un canton din arondismentul Limoges, departamentul Haute-Vienne, regiunea Limousin, Franța.

## Comune
| Comune               | Populație (1999) | Cod poștal | Cod INSEE |
| -------------------- | ---------------- | ---------- | --------- |
| Aureil               | 927              | 87220      | 87005     |
| Feytiat              | 5.981            | 87220      | 87065     |
| Limoges              | 3.017            | 87280      | 87085     |
| Panazol              | 10.392           | 87350      | 87114     |
| Saint-Just-le-Martel | 2.487            | 87590      | 87156     |